# Zeekr X
La Zeekr X est un SUV électrique du constructeur automobile chinois Zeekr, appartenant au groupe Geely, produit à partir de 2023.

## Présentation
La Zeekr X est annoncée le 6 février 2023 puis présentée officiellement le jeudi 13 avril 2023.

## Caractéristiques techniques

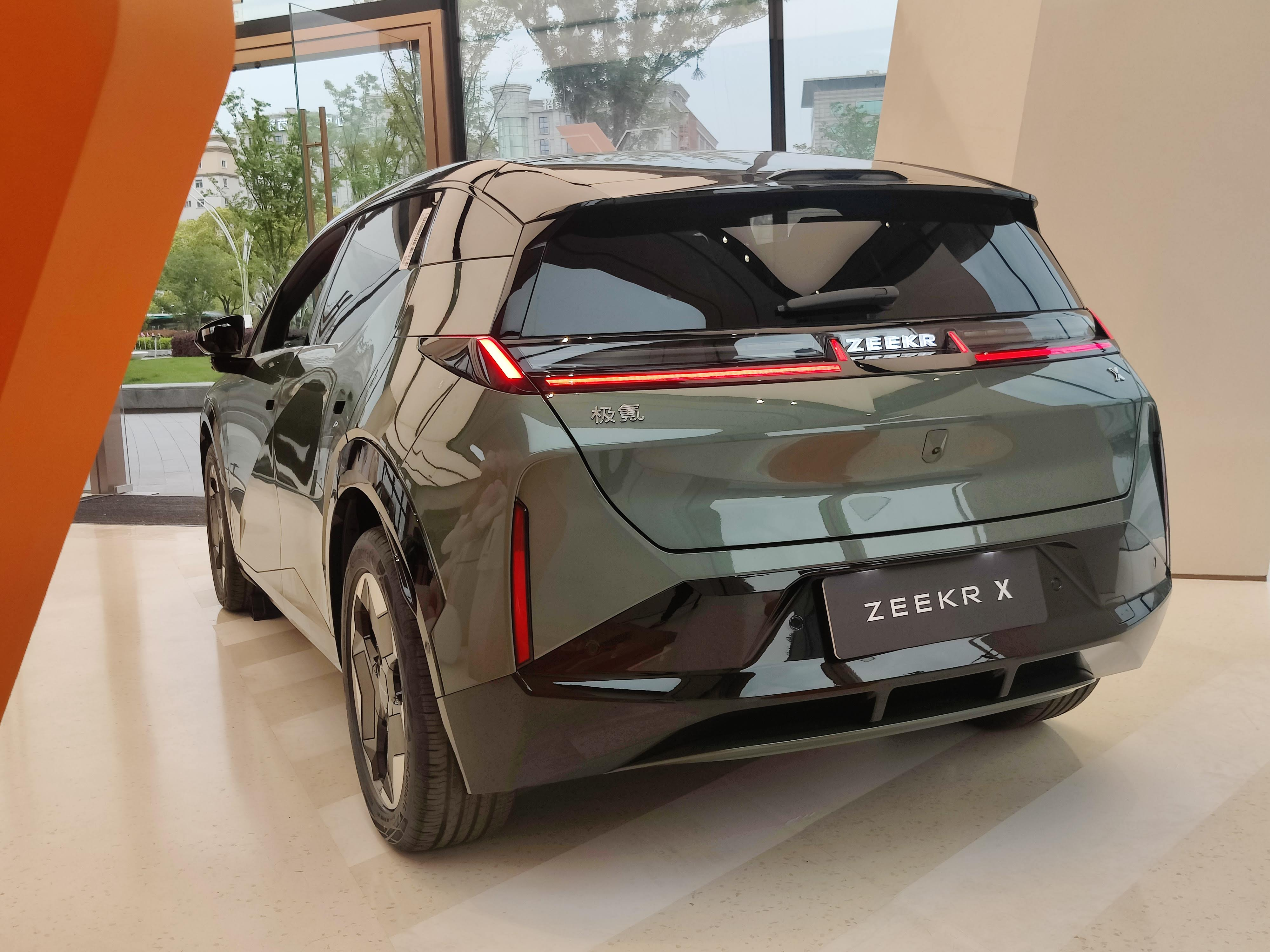
Vue arrière

La Zeekr X repose sur la plateforme technique SEA (Sustainable Electric Architecture) spécifique aux modèles électriques du groupe Geely, utilisée notamment par ses cousines Smart #1 et Volvo EX30.

### Motorisation
La Zeekr X dispose d'une batterie lithium-ion à base de nickel, manganèse et cobalt (Li-NMC), d'une capacité de 66 kWh lui autorisant une autonomie de 400 à 450 km selon les versions.
|                                | Zeekr X,                                     | Zeekr X,                                     |
| Long Range (RWD)               | Privilege (AWD)                              |                                              |
| ------------------------------ | -------------------------------------------- | -------------------------------------------- |
| Moteur                         | synchrone à aimant permanent                 | 2 synchrones à aimant permanent              |
| Puissance moteur (kW)          | arrière : 200                                | arrière : 200 avant : 115                    |
| Puissance maximale (ch)        | 272                                          | 428                                          |
| Couple maximal (N m)           | 243                                          | 543                                          |
| Vitesse maximale (km/h)        | 185                                          | 190                                          |
| 0-100 km/h (s)                 | 5,6                                          | 3,8                                          |
| Transmission                   | Propulsion                                   | Intégrale (Dual motor)                       |
| Masse à vide (kg)              | 1855                                         | 1960                                         |
| Batterie                       |                                              |                                              |
| Type de batterie               | Lithium-ion Nickel-Manganèse-Cobalt (Li-NMC) | Lithium-ion Nickel-Manganèse-Cobalt (Li-NMC) |
| Capacité brute (kWh)           | 66                                           | 66                                           |
| Poids (kg)                     |                                              |                                              |
| Autonomie mixte (km)           | 440                                          | 400                                          |
| Consommation (kWh/100 km)      | 16,4                                         | 18,3                                         |
| Temps de recharge              |                                              |                                              |
| sur une prise domestique AC    |                                              |                                              |
| sur une borne 22 kW AC         | 4 heures                                     | 4 heures                                     |
| sur une borne rapide 150 kW DC | 29 min (10 à 80 %)                           | 29 min (10 à 80 %)                           |
| Puissance de recharge (kW)     |                                              |                                              |
| courant alternatif monophasé   |                                              |                                              |
| courant alternatif triphasé    | 22                                           | 22                                           |
| courant continu                | 150                                          | 150                                          |